# 張泮
張泮（1560年—？），字有源，號文溪，山西太原府忻州（今忻州市）人，民籍，明朝政治人物。同進士出身。

## 生平
萬曆十年（1582年）壬午科山西鄉試十八名，萬曆十四年（1586年）丙戌科會試三百二十二名，登第三甲第三十名進士。吏部观政，本年六月授任陝西三原縣知縣。十九年二月升吏部考功司主事，二十年终养归。二十三年改南户部主事，二十五年調南吏部主事，二十六年升南京吏部稽勋司郎中，四月調用。三十九年（1611年）十月起升尚宝司少卿添注，四十四年轉通政使司右参议，升左参议，四十六年十一月与行人魏光緒册封淮府上饶王，四十七年二月升太仆寺少卿，四十八年升光禄寺卿。

## 家族
曾祖張世仁，曾任歲貢府照磨；祖父張言；父張守廉，曾任選貢。母逯氏。慈侍下。弟张潜、张滋。